# Seabrook (Nou Hampshire)
Seabrook és una població dels Estats Units a l'estat de Nou Hampshire. La ciutat es troba al comtat de Rockingham, a l'extrem sud de la costa de New Hampshire, a la frontera amb Massachusetts. Segons el cens del 2007 tenia 8.509 habitants.

## Demografia
Segons el cens del 2000, Seabrook tenia 7.979 habitants, 3.425 habitatges, i 2.161 famílies. La densitat de població era de 345,7 habitants per km².
Dels 3.425 habitatges en un 24,3% hi vivien nens de menys de 18 anys, en un 48,2% hi vivien parelles casades, en un 10,2% dones solteres, i en un 36,9% no eren unitats familiars. En el 29,1% dels habitatges hi vivien persones soles el 10,8% de les quals corresponia a persones de 65 anys o més que vivien soles. El nombre mitjà de persones vivint en cada habitatge era de 2,32 i el nombre mitjà de persones que vivien en cada família era de 2,85.
Per edats la població es repartia de la següent manera: un 20,5% tenia menys de 18 anys, un 6,2% entre 18 i 24, un 30,4% entre 25 i 44, un 26,1% de 45 a 60 i un 16,9% 65 anys o més.
L'edat mediana era de 40 anys. Per cada 100 dones de 18 o més anys hi havia 98,4 homes.
La renda mediana per habitatge era de 42.874$ i la renda mediana per família de 47.718$. Els homes tenien una renda mediana de 36.560$ mentre que les dones 27.143$. La renda per capita de la població era de 20.992$. Entorn del 6,1% de les famílies i el 8,6% de la població estaven per davall del llindar de pobresa.